# 摩根堡 (阿拉巴馬州)
摩根堡（英語：Fort Morgan）是一個位於美國阿拉巴馬州鮑德溫縣的非建制地區。該地的面積和人口皆未知。

## 地理
摩根堡的座標為30°13′43″N 88°01′23″W / 30.228611°N 88.023056°W，而該地最高點為海拔高度3米（即10英尺）。